# Henryk II (król Nawarry)
Henryk II (ur. 18 kwietnia 1503, w Sanquesa, zm. 25 maja 1555, w Pau) – tytularny król Nawarry, był najstarszym synem Jana III d’Albret (zmarłego w roku 1516) i Katarzyny de Foix (siostry i spadkobierczyni Franciszka Febusa, króla Nawarry i hrabiego Foix).
Kiedy Katarzyna zmarła na wygnaniu w roku 1517, Henryk przejął po niej prawa do tronu Nawarry, co kwestionował Ferdynand II, król Hiszpanii. Jednak za wstawiennictwem króla Francji Franciszka I, Henryk otrzymał tytuł króla tego państwa oraz hrabiego Foix.

## Życiorys
Po bezskutecznych negocjacjach w Noyonie w roku 1516 i w Montpellier dwa lata później, Henryk wraz ze swoimi sojusznikami rozpoczął działania mające mu zapewnić faktyczne zwierzchnictwo nad królestwem. Francuskie wojska oblegające kraj zostały jednak ostatecznie wygnane przez Hiszpanów. W roku 1525 Henryk został uwięziony po bitwie pod Pawią, ale uciekł.
Henryk, który sympatyzował z hugenotami, zmarł w Pau, dnia 25 maja 1555.

## Małżeństwo
W roku 1526, Henryk II ożenił się z Małgorzatą z Nawarry (znaną wówczas jako Małgorzata d’Angoulême), siostrą króla Franciszka I Walezjusza i wdową po Karolu, księciu Alençon. Miał z nią dwoje dzieci:
- Joannę d’Albret (1528–1572), królową Nawarry, żonę Antoniego de Burbon-Vendôme i matkę króla Francji - Henryka IV Burbona,
- Jan d’Albret (ur. i zm. 1530).